# Couronne impériale allemande
La couronne impériale allemande (en allemand : deutsche Kaiserkrone) est un objet symbolique de l'Empire allemand. Bien qu'un modèle en bois ait été créé dès 1871, aucun exemplaire réel n'a été finalement produit. La couronne avait surtout une grande utilisation de représentation, et en particulier héraldique dans les armoiries des empereurs allemands.

## Histoire

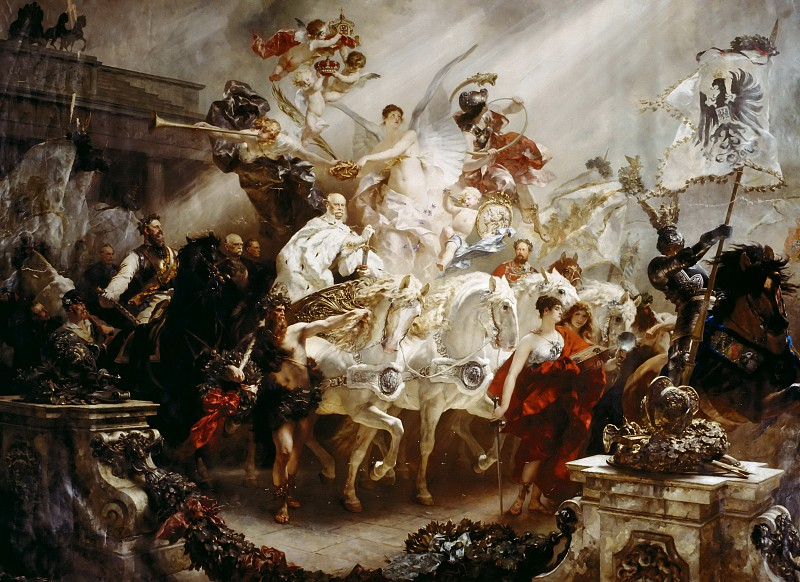
Apothéose de Guillaume Ier, par Ferdinand Keller (1888). Au-dessus de l'empereur Guillaume, des chérubins portent la couronne royale de Prusse ainsi que la couronne impériale, tandis qu'il est ceint d'une couronne de laurier par la renommée

Grâce à l'intelligence politique du chancelier Otto von Bismarck, l'Empire allemand est proclamé à la faveur de la victoire lors de la guerre franco-prussienne (1870-1871). Directement se pose la question de la représentation impériale et donc, d'une possible couronne impériale allemande (et non pas couronne impériale d'Allemagne, Guillaume Ier se contentant du titre un peu bizarre d' "empereur allemand" pour ne pas froisser les autres monarques germaniques).
Il fut décidé de ne pas utiliser l'ancienne couronne du Saint-Empire, conservée à Vienne depuis les guerres napoléoniennes. Bien que le nouveau Reich se présente comme un successeur du Saint-Empire, la couronne semblait plutôt être un symbole du pouvoir catholique des Habsbourg, et symboliserait donc une "Grande Allemagne" menée par l'Autriche. Or, la "petite Allemagne" protestante à direction prussienne ne pouvait laisser suggérer cela et dut en conséquence innover.
Trois modèles de couronnes sont dessinés : une pour l'empereur, une pour l'impératrice et une pour le prince héritier. Si elles connurent quelques modifications en 1889, les couronnes restèrent globalement semblables jusqu'à la fin de la monarchie en 1918. Les modèles en bois étaient conservés au château de Monbijou jusqu'à leur disparition au cours de la Seconde Guerre mondiale.

## Description
Dans le Meyers Konversations-Lexikon de 1888, à l'article "Krone", on trouve une description de la couronne impériale :
« Die neue deutsche Kaiserkrone, welche bis jetzt nur im Modell vorhanden ist, hat einige Ähnlichkeit mit der alten Reichskrone. Sie besteht aus acht goldenen, oben halbkreisförmigen Schildchen, die mit Brillanten eingefaßt sind; die größern Schildchen zeigen ein Edelsteinkreuz, das von vier kleinern Edelsteinkreuzen bewinkelt ist. Die kleinern Schildchen zeigen den mit Brillanten besetzten Reichsadler, über dessen Haupt eine aus neun Edelsteinen gebildete Rosette angebracht ist. Die K. ist oben mit vier Bügeln geschlossen, die mit Blattwerk besetzt sind und am Gipfel den Reichsapfel tragen. Das Futter der K. besteht aus Goldbrokat. »
« La nouvelle couronne impériale allemande, qui n'est jusqu'ici qu'un modèle, possède certaines ressemblances avec l'ancienne couronne impériale. Elle consiste en huit plaques dorées en forme de demi-cercles, entourées de petits diamants; La plus grande plaque affiche une croix en pierres précieuses, bordée de quatre autres petites croix. Les plus petites plaques montrent des aigles impériales revêtues de brillants, au-dessus desquelles neuf pierres précieuses constituent une rosette. La couronne est fermée au sommet par huit arches décorées de feuillages et portant au sommet une orbe crucigère. La coiffe de la couronne est constituée de brocart d'or. »
La nouvelle couronne possédait ainsi des points communs avec la couronne du Saint-Empire, mais en différait volontairement. La forme octogonale formée par des plaques forment toujours la structure de la couronne et permettent de conserver une allure néogothique, mais les différentes plaques ne représentaient plus des scènes à caractère religieux. Pour les couronnes de l'impératrice et du prince héritier, elles étaient entièrement nouvelles et ne reprenaient pas d'anciens modèles.

Couronne de l'empereur (version de 1889)
Couronne de l'impératrice
Couronne du prince héritier

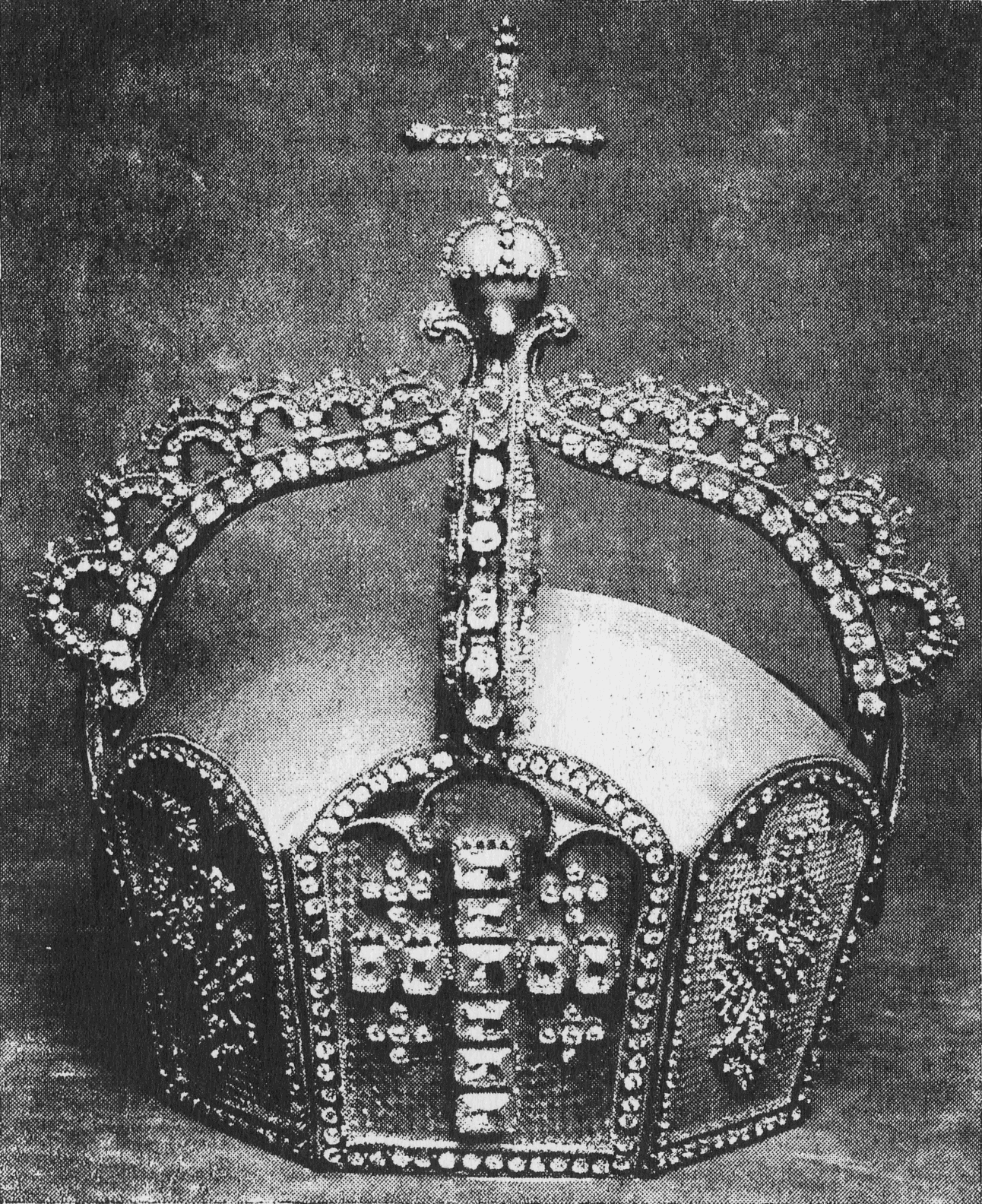
Modèle en bois de la couronne impériale
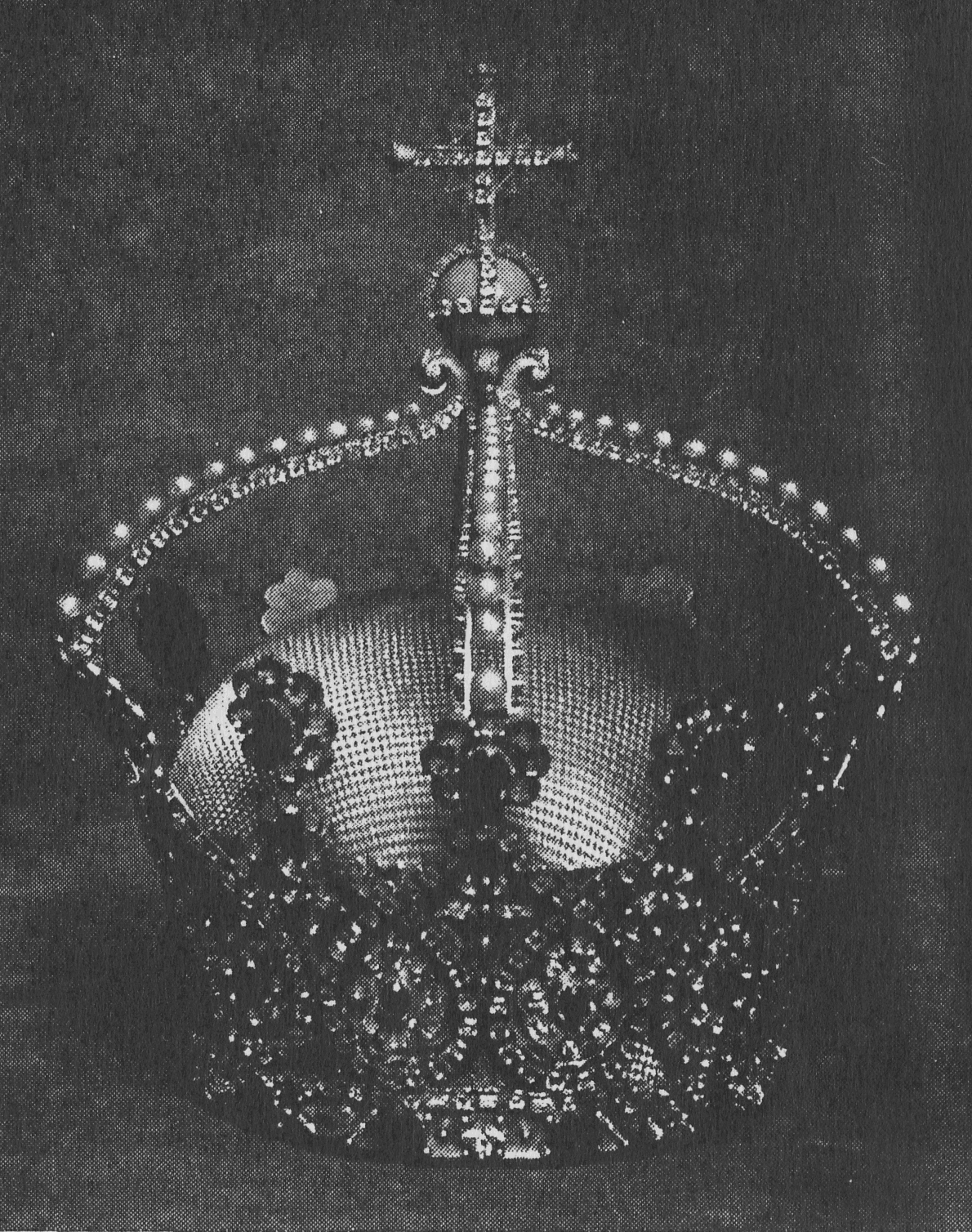
Modèle en bois de la couronne de l'impératrice

## Utilisation
Bien qu'elle n'existe pas à proprement parler, la couronne impériale est tout de même omniprésente dans les images officielles du régime. L'aigle impériale, symbole du Reich, est très souvent représentée ceinte de la couronne dans les différentes armoiries impériales. Elle apparait aussi sur les pièces de monnaie, les billets, les timbres et sur de nombreux bâtiments de Berlin, notamment le palais du Reichstag. Le parti politique monarchiste allemand "Tradition und Leben (de)" utilise aussi la couronne comme symbole.
La représentation de la couronne impériale figure aussi sur nombres de monuments ou de bâtiments commémoratifs. Ainsi, le Niederwalddenkmal contient une Germania soutenant la couronne. D'autres figurations évoquant le Moyen-Âge (comme l' Apothéose de l'Empire par Hermann Wislicenus) servent à démontrer l'affiliation entre l'ancien et le nouveau Reich.

Grandes armoiries de l'Empereur allemand
Étendard de l'Empereur allemand
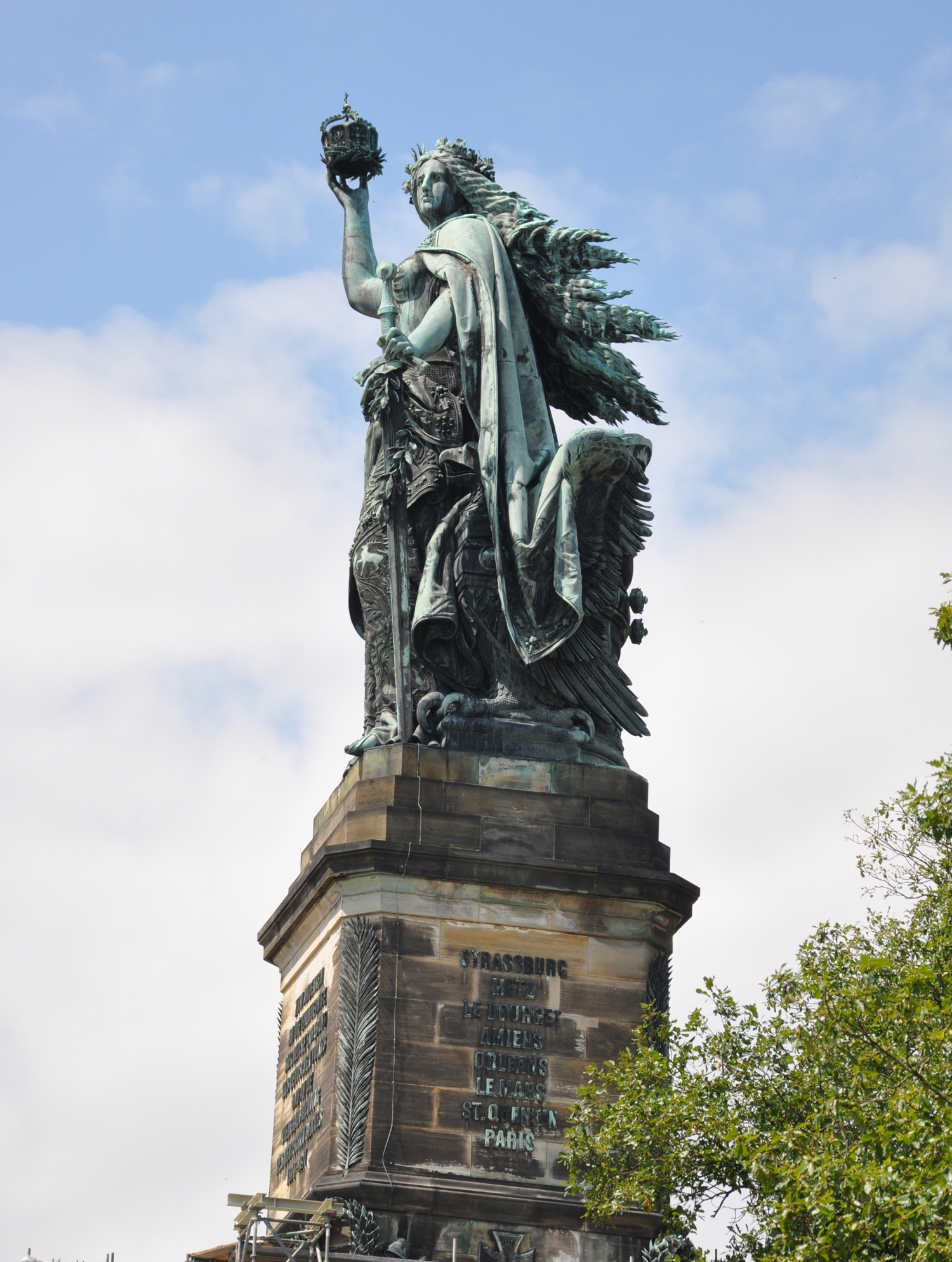
Statue de Germania du Niederwalddenkmal
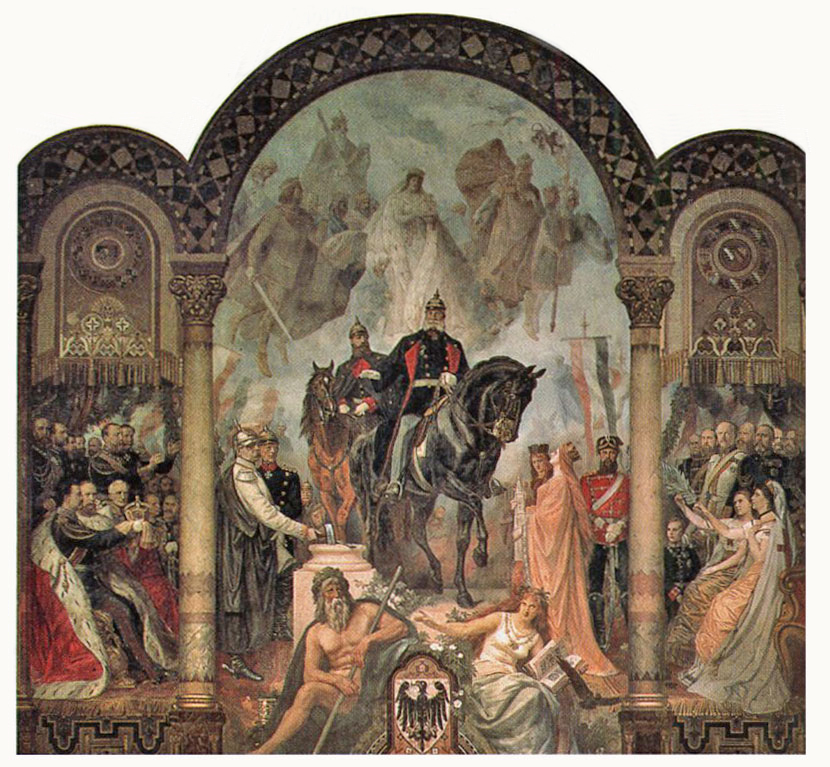
L'apothéose de l'Empire par Hermann Wislicenus, au château impérial de Goslar
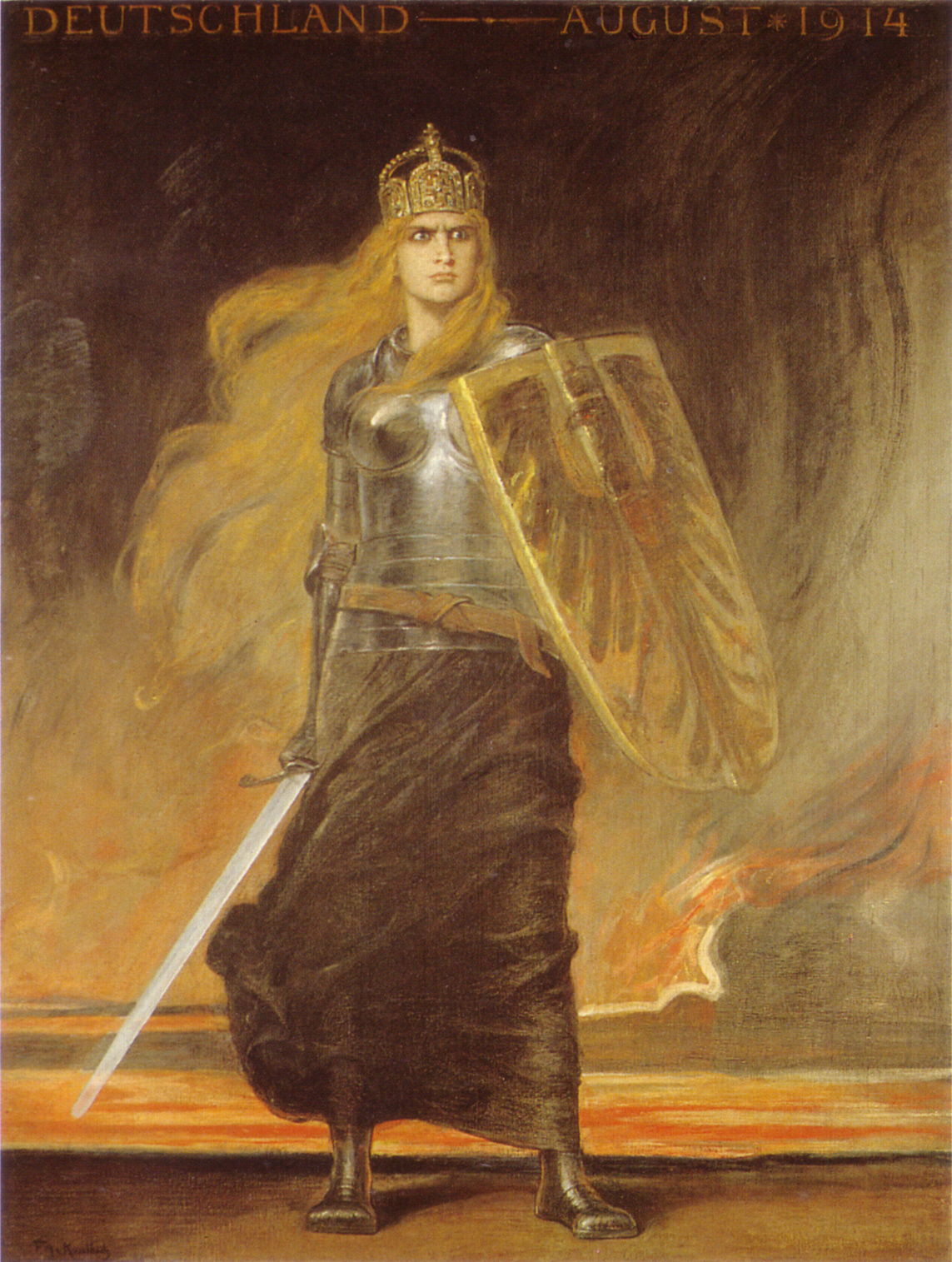
Germania par Friedrich August von Kaulbach (1914)
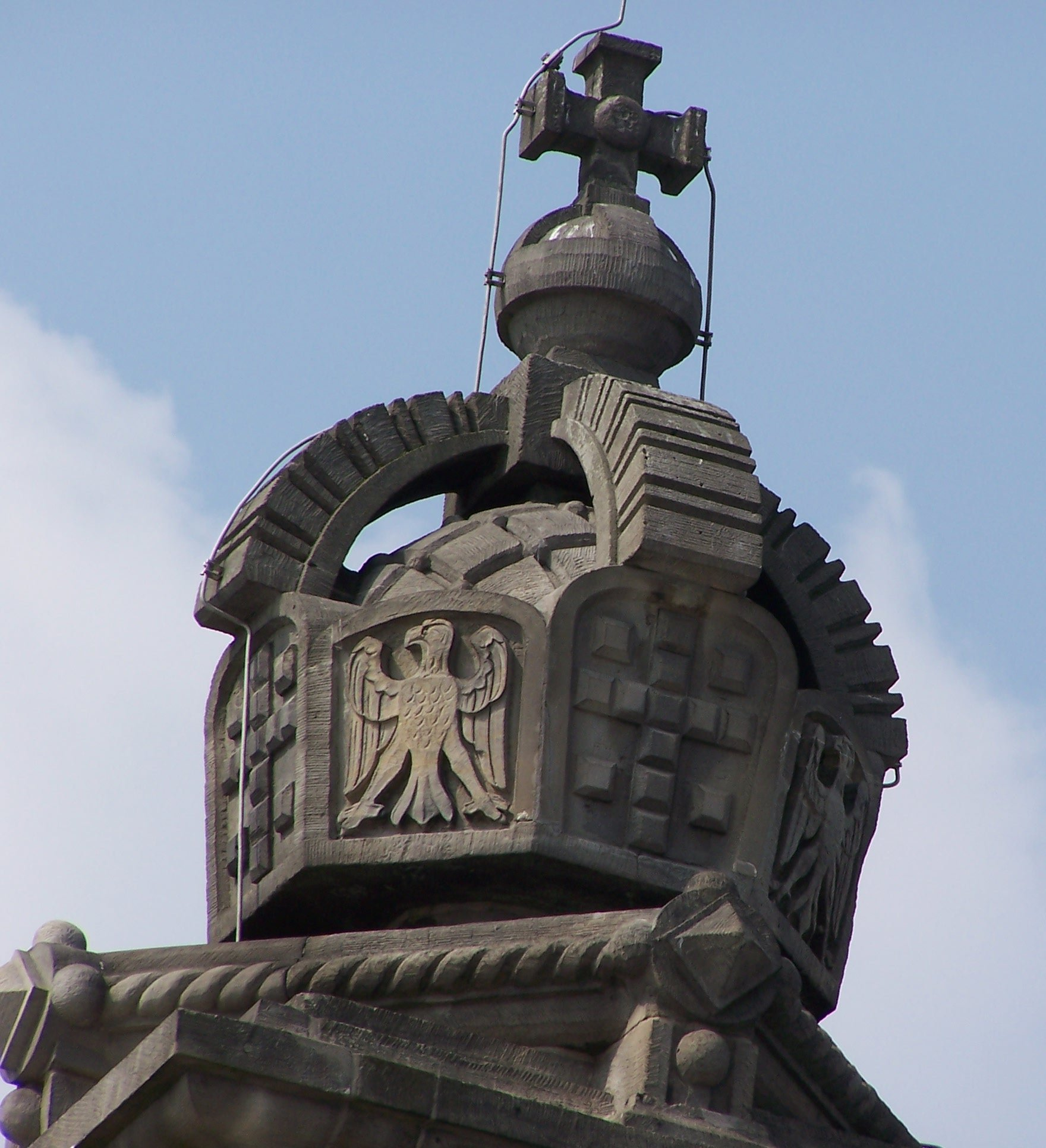
Sculpture de la couronne sur le toit du palais du Reichstag
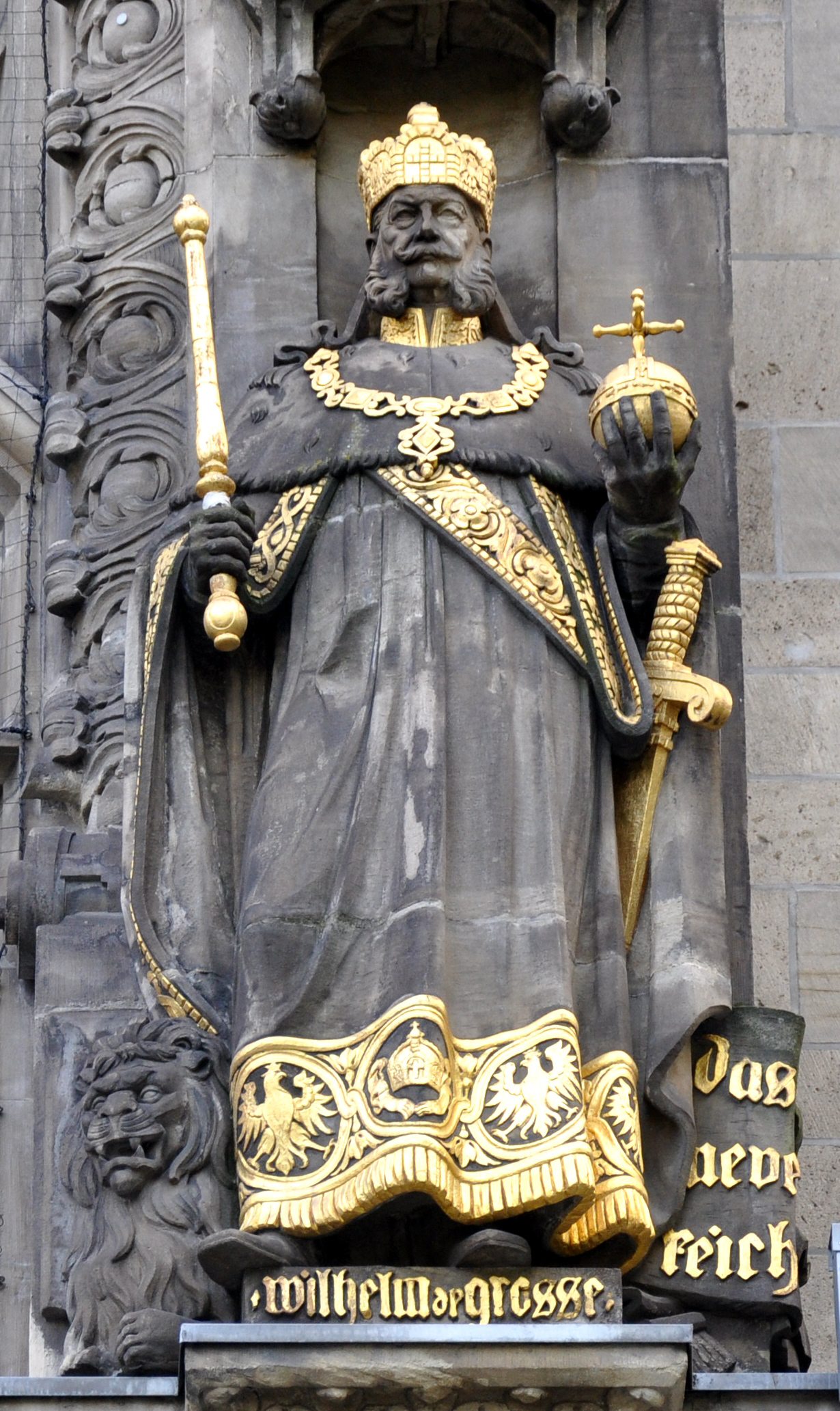
Sculpture de Guillaume Ier portant les attributs impériaux, hôtel de ville de Duisbourg
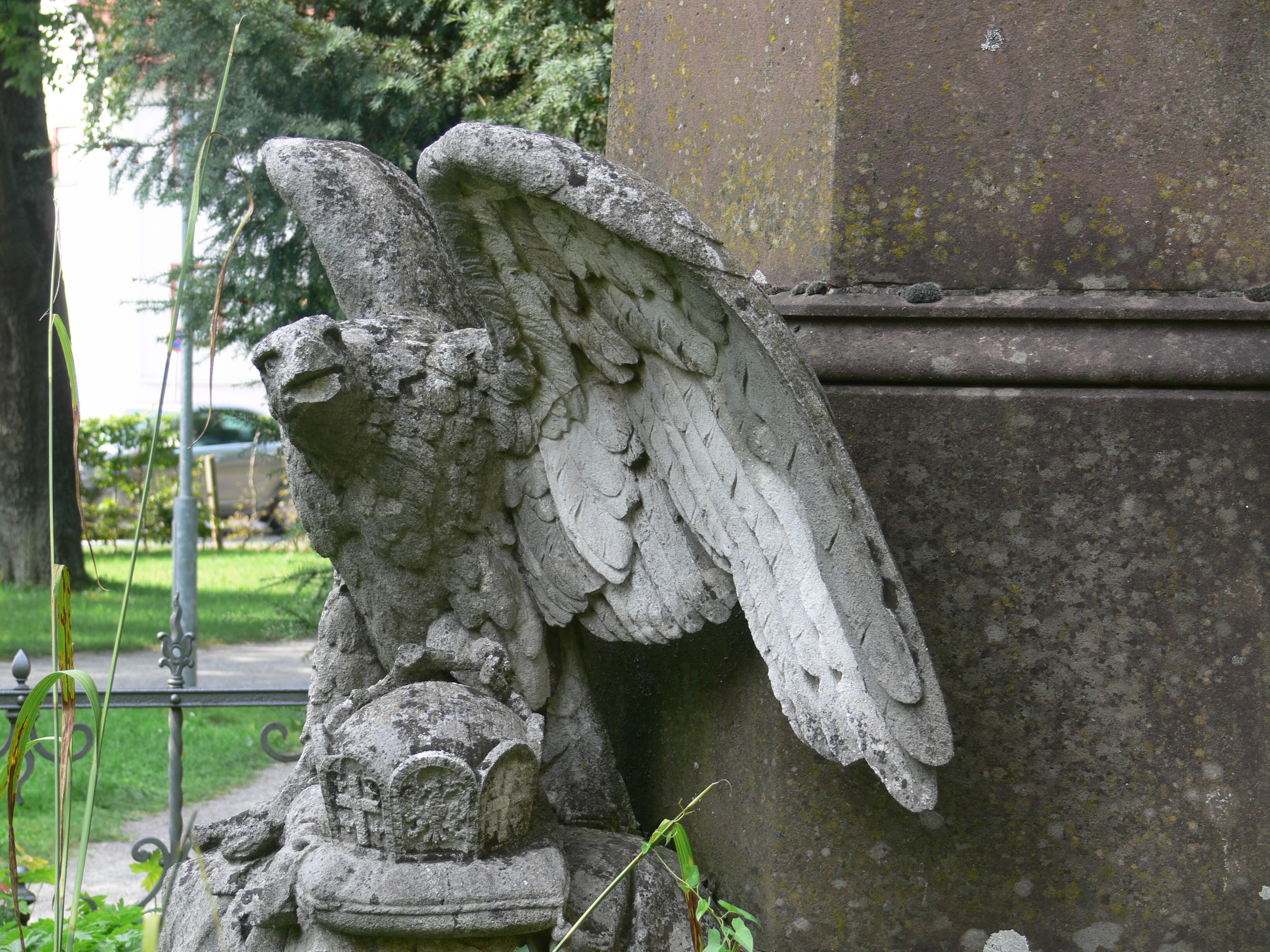
Monument de la fondation de l'Empire, par Josef Dressel